# Ischnocnema izecksohni
Espèce
Synonymes
- Eleutherodactylus izecksohni Caramaschi & Kisteumacher, 1989

Statut de conservation UICN

 DD  : Données insuffisantes
Ischnocnema izecksohni est une espèce d'amphibiens de la famille des Brachycephalidae.

## Répartition
Cette espèce est endémique du Minas Gerais au Brésil. Elle se rencontre de 700 à 800 m d'altitude dans la Serra do Espinhaço et la Serra da Mantiqueira.

## Étymologie
Cette espèce est nommée en l'honneur d'Eugenio Izecksohn.

## Publication originale
- Caramaschi & Kisteumacher 1989 : A new species of Eleutherodactylus (Anura: Leptodactylidae) from Minas Gerais, southeastern Brazil. Herpetologica, vol. 44, no 4, p. 423-426.